# Francisco Graña Garland
Francisco Graña Garland, (Lima, 30 april 1902 — Lima, 7 januari 1947) was een Peruviaans journalist en ondernemer. Zijn moord in 1947 door aanhangers van de Amerikaanse Populaire Revolutionaire Alliantie (APRA) leidde tot de val van de regering van José Luis Bustamante y Rivero.
Graña kwam voort uit een invloedrijke en welvarende familie. Zijn grootvader was de journalist Alejandro Miró Quesada Garland en zijn broer de ontwerper Rosa Graña Garland.
Garland was voorzitter van de krant La Prensa die bekendstond om zijn kritische artikelen over de APRA, de partij die een coalitie vormde in de regering van president Rivero.
In de nacht van 7 januari 1947 werd hij vermoord door Alfredo Tello Salarravia en Héctor Pretell Cabosmalon, twee aanhangers van de APRA, van wie Salarravia  zitting had in de Kamer van Gedeputeerden. De moord leidde tot de val van de regering, door middel van een militaire staatsgreep, waarna Manuel Arturo Odría de macht overnam.